# Jesse Cook
Jesse Arnaud Cook est un guitariste canadien de nouveau flamenco, ainsi que compositeur et producteur. Il fait partie des personnalités les plus importantes dans le genre du nouveau flamenco. Sa musique intègre plusieurs styles musicaux tels que le flamenco rumba, le jazz, la musique du monde.  

## Biographie
Jesse Cook est né à Paris en 1964 de parents canadiens. À l'âge de quatre ans, il quitte la France pour Toronto, au Canada. À 10 ans, Jesse Cook est admis à l'académie Eli Kassner de Toronto. Il poursuit sa formation musicale en musique classique au Conservatoire royal de musique, puis à l'université York de Toronto. Il étudie également le jazz au Berklee college of music de Boston.
Il commence à composer sur commande. Il écrit une pièce fusionnant rumba et flamenco pour une chaîne de télévision de Toronto. Le public lui réserve une véritable ovation qui va l'amener à produire son premier album. D'après ses propres aveux, il s'est orienté vers les rythmes flamenco en découvrant la musique des Gipsy Kings.
En 2001, Jesse Cook remporte le prix Juno du meilleur album instrumental avec Free Fall. Il a également été nommé 11 fois entre 1997 et 2011.
Comme d'autres guitaristes de son style, il mélange dans ses compositions du jazz, de la musique latine et de la world music. Jesse Cook est également connu pour l'énergie qu'il dégage lors de ses concerts.

## Discographie
- Tempest (1995)
- Gravity (1996)
- Vertigo (1998)
- Free Fall (2000)
- Nomad (2003)
- Montréal (2004)
- Ultimate Jesse Cook (2005)
- Frontiers (en) (2007)
- The Rumba Foundation (2009)
- The blue Guitar Sessions (2012)
- One World (2015)[4]
- Beyond borders (2017)